# Dissotrocha scutellata
Dissotrocha scutellata är en hjuldjursart som beskrevs av Bartoš 1950. Dissotrocha scutellata ingår i släktet Dissotrocha och familjen Philodinidae. Inga underarter finns listade i Catalogue of Life.